# Národní park Yasuní
Národní park Yasuní je národní park ve východním Ekvádoru (provincie Napo, Pastaza a Orellana). Má rozlohu 9 283 km². Národní park byl vyhlášen 26. července 1979 a v roce 1989 se stal biosférickou rezervací UNESCO. Je pojmenován podle řeky Yasuní, která je přítokem Napa.
Poloha na rozhraní Amazonie a And se odráží ve vysoké biologické diverzitě. Na jednom hektaru zde žije víc živočišných druhů než v celé Evropě. Podnebí je rovníkové, s teplotami okolo 27 °C a ročními srážkami 3400 mm. 
Převládá zde černá voda, kterou obývá kapustňák jihoamerický a vydra obrovská. V deštných lesích žijí opice jako chvostan kosmatý, chápan vlnatý, kotul veverovitý a kosman zakrslý. K dalším savcům rozšířeným v parku patří jaguár americký, tapír jihoamerický a pásovec velký. Vyskytuje se zde také velké množství ptáků (aratinga tmavohlavý, pipulka modrotemenná a vlaštovka bělopruhá), obojživelníků (listovnice hranatá a rosnička yasuni) a plazů (křovinář, šnekožrout a kajman). V roce 2004 zde byl objeven nový endemický druh listonosa. Rostou zde palmy z rodů baktris, euterpe a mauricie, podél řek převládá montrichardia.
Na území parku žijí domorodí Huoarani. Nacházejí se zde velká ložiska ropy. Prezident Rafael Correa přišel v roce 2007 s návrhem, že pro zachování ekosystému nebudou Ekvádorci těžit, pokud dostanou od mezinárodního společenství finanční kompenzace. Iniciativu podpořily osobnosti jako Sting, Al Gore a Leonardo DiCaprio.